# Grand Hotel Miramare
Pour les articles homonymes, voir Miramar.
L'Hôtel Miramare - ou Grand Hotel Miramare - est un palace de Gênes. Il a été construit entre 1906 et 1908 sur la base d'un projet de l'architecte Gino Coppedè. C'est l'un des hôtels historiques qui, au début du XXe siècle - et pendant au moins trois décennies, jusqu'aux années 30 - a accueilli les visiteurs les plus illustres de Gênes.   
Adapté à la fin de la Seconde Guerre mondiale comme une caserne de la Sécurité publique et de la police des chemins de fer (la gare de Piazza Principe est proche), il a longtemps été laissé à l'abandon pour finir presque complètement ruiné. 

## Description et histoire
Sa structure, partiellement récupérée après une longue période de restauration, se dresse sur la colline située juste au-dessus de la gare, non loin du Palazzo del Principe qui appartenait à Andrea Doria. 
Vers la fin des années 90, il a été acquis par une entreprise qui a effectué les travaux de rénovation, en conservant son esthétique d'origine, pour l'utiliser comme siège d'appartements privés, un supermarché, une banque. Une salle de jeux Bingo a été ouverte au rez-de-chaussée. 
Conçu au début du XXe siècle par l'architecte suisse Arnold Bringolf, il se démarque surtout par sa façade riche en décorations néo-gothiques de l'architecte Gino Coppedè (assisté de l'ingénieur Giuseppe Predasso). L'inauguration de ce qui était le Gran Hôtel Miramare & de la Ville (c'est le nom officiel) a eu lieu le 12 décembre 1908. Si jusqu'aux premières années de l'ère moderne, la côte ouest était la destination de la noblesse anglo-saxonne ou d'Europe centrale, jusqu'à l'extrême périphérie de Pegli, avec ses palmiers et ses promenades le long de la mer, depuis 1920 le mouvement de visiteurs distingués du centre de Gênes sont devenus plus massifs. 
Une description de l'hôtel deviendra une question littéraire selon Francis Scott Fitzgerald qui a passé une nuit ici en 1924 avec sa femme Zelda et qui, dix ans plus tard, en 1934, le mentionnera dans The Age of Jazz :
« Il Miramare di Genova inghirlandava la curva oscura della spiaggia con festoni di luce e la sagoma delle montagne faceva spicco sullo sfondo nero grazie al riverbero delle finestre degli alberghi più in alto ... »

## Célébrités
Au Grand Hotel Miramare dans les années suivantes, des célébrités de la culture et du divertissement ont logé, comme Prampolini, Piacentini, Sarah Bernhardt, Eleonora Duse, les acteurs Douglas Fairbanks Sr. et Mary Pickford, mais aussi Stan Laurel et Oliver Hardy, et enfin Isa Miranda. Parmi les hommes d'État, les militaires et les souverains invités de Miramare, on trouve : Winston Churchill, Luigi Cadorna, Pietro Badoglio, Marguerite de Savoie, les ducs de Windsor et les nobles du Japon, mais aussi des émirs, des sultans, de grands industriels, des écrivains: bref, le meilleur de la jet-set de l'époque. 
Un peu de curiosité concerne Guglielmo Marconi. Le scientifique y séjourne en 1906 pendant plusieurs semaines et transforme sa suite en véritable laboratoire d'électrotechnique. 

## Changements d'affectation
Avec le déclenchement de la Première Guerre mondiale, vers la fin de 1916, l'imposant bâtiment fut transformé en hôpital et abrita 500 blessés puis transformé en caserne pour les troupes du 332e d'infanterie américaine qui y conservèrent leur quartier général jusqu'en mars 1919. Un an plus tard, l'hôtel retrouva sa gloire d'antan. 
Avec le déclenchement de la Seconde Guerre mondiale, la structure a été réquisitionnée à plusieurs reprises et par différentes entités: d'abord l'armée italienne, puis les brigades noires, puis les troupes de l'armée nazie, puis par les partisans, qui ont combattu autour des collines au-dessus du port, puis les troupes anglo-américaines, arrivées dans le nord de l'Italie à l'aube du 25 avril. Le Grand Hotel Miramare n'a plus rouvert ses portes en tant que tel. 
En 1951, les nouveaux propriétaires de l'immeuble ont intenté une action contre les chemins de fer d'État pour les dommages et l'image réels causés à la construction par la galerie San Rocco et, afin d'éviter une procédure judiciaire longue et complexe, les parties ont décidé d'un commun accord de vendre la propriété aux chemins de fer d'État, qui l'ont acheté au prix de 400 000 000 de lires. 
Au cours des années suivantes, de nombreuses tentatives des chemins de fer d'État ont eu lieu pour revendre le bien ou le réutiliser, en l'utilisant comme structure de service, mais les énormes coûts de restructuration ont toujours découragé les acheteurs potentiels. 
Ce n'est qu'en 1998 que l'ancien hôtel a trouvé un acheteur pour un coût de 7 milliards de lires et a été rénové pour un coût d'environ 30 milliards de lires. 

## Galerie

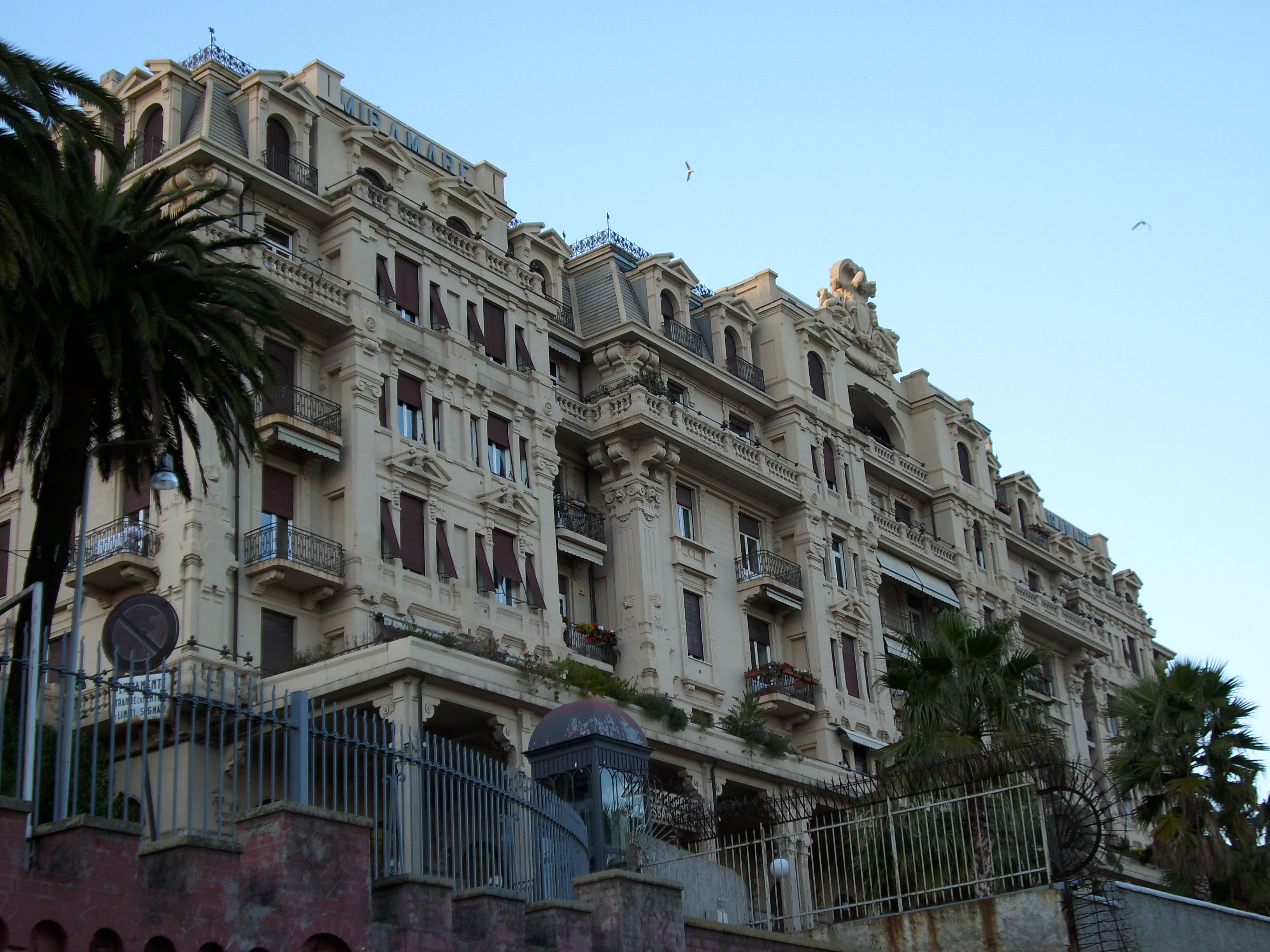
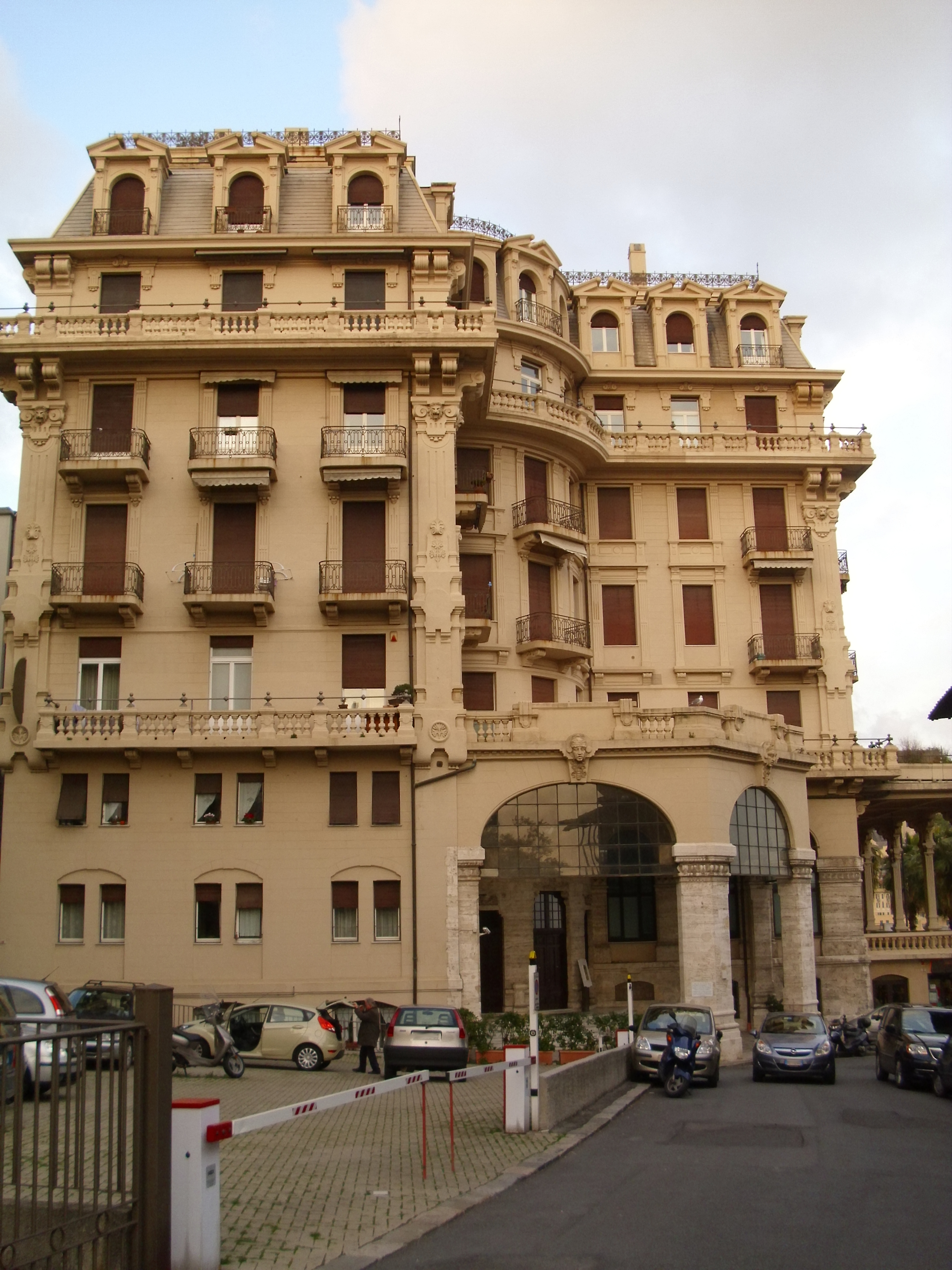
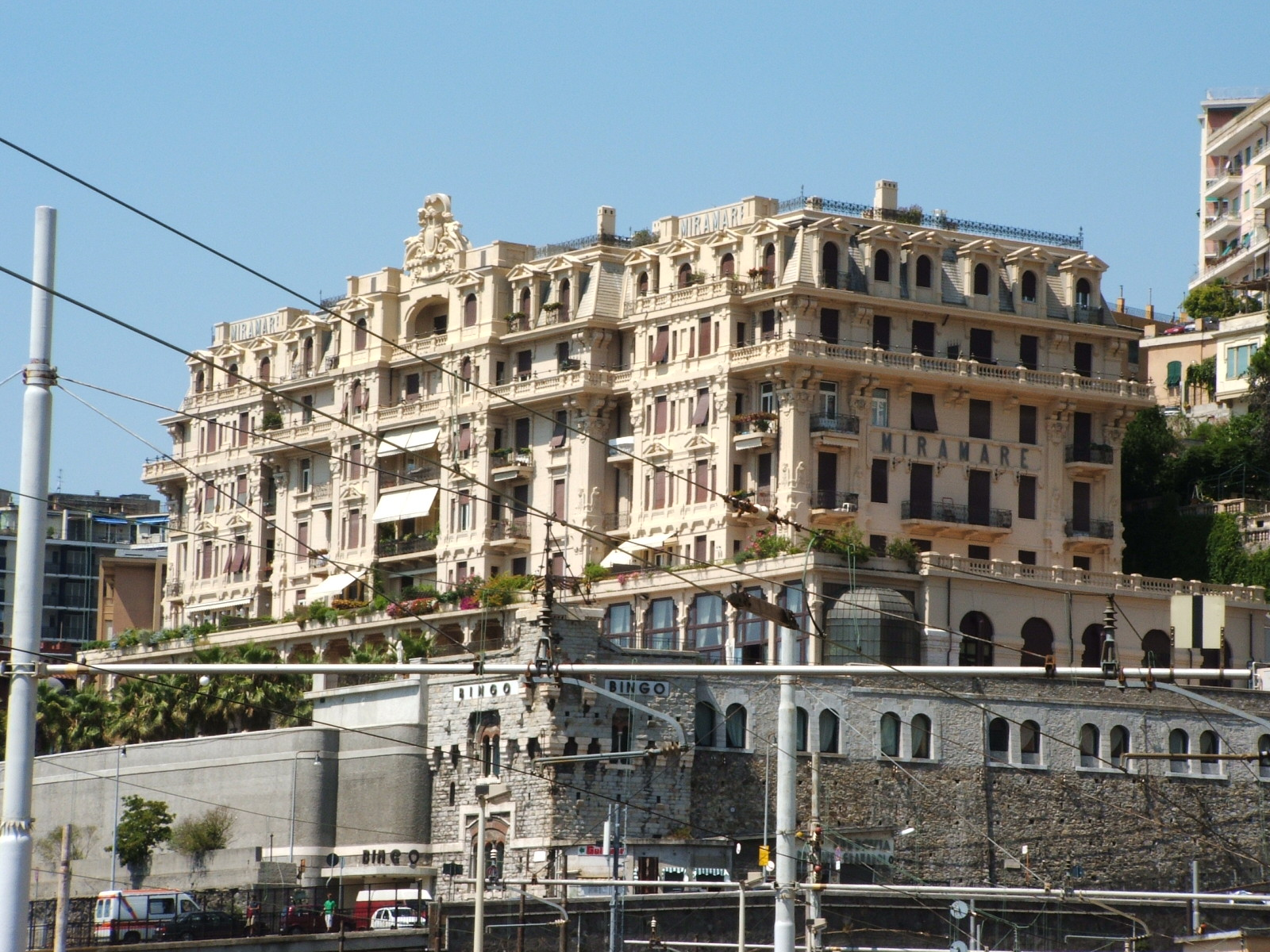